# Elaeocarpus subvillosus
Elaeocarpus subvillosus é uma espécie de angiospérmica da família Elaeocarpaceae.
Apenas pode ser encontrada no seguinte país: Sri Lanka.